# Lullabies for the Dormant Mind
Lullabies for the Dormant Mind är det andra studioalbumet av bandet The Agonist.

## Låtar på albumet
1. The Tempest (The Siren's Song; The Banshee's Cry) – 4:46
2. … and Their Eulogies Sang Me to Sleep – 3:32
3. Thank You, Pain – 3:44
4. Birds Elope with the Sun – 4:29
5. Waiting out the Winter – 4:03
6. Martyr Art – 4:31
7. Globus Hystericus – 3:41
8. Swan Lake, Op. 20 – Scene, Act 2, #10 – Tchaikovsky – 2:53
9. The Sentient – 3:39
10. When the Bough Breaks – 4:13
11. Chlorpromazine – 4:07